# McDonnell Douglas DC-X-200
Ne doit pas être confondu avec McDonnell Douglas DC-X.

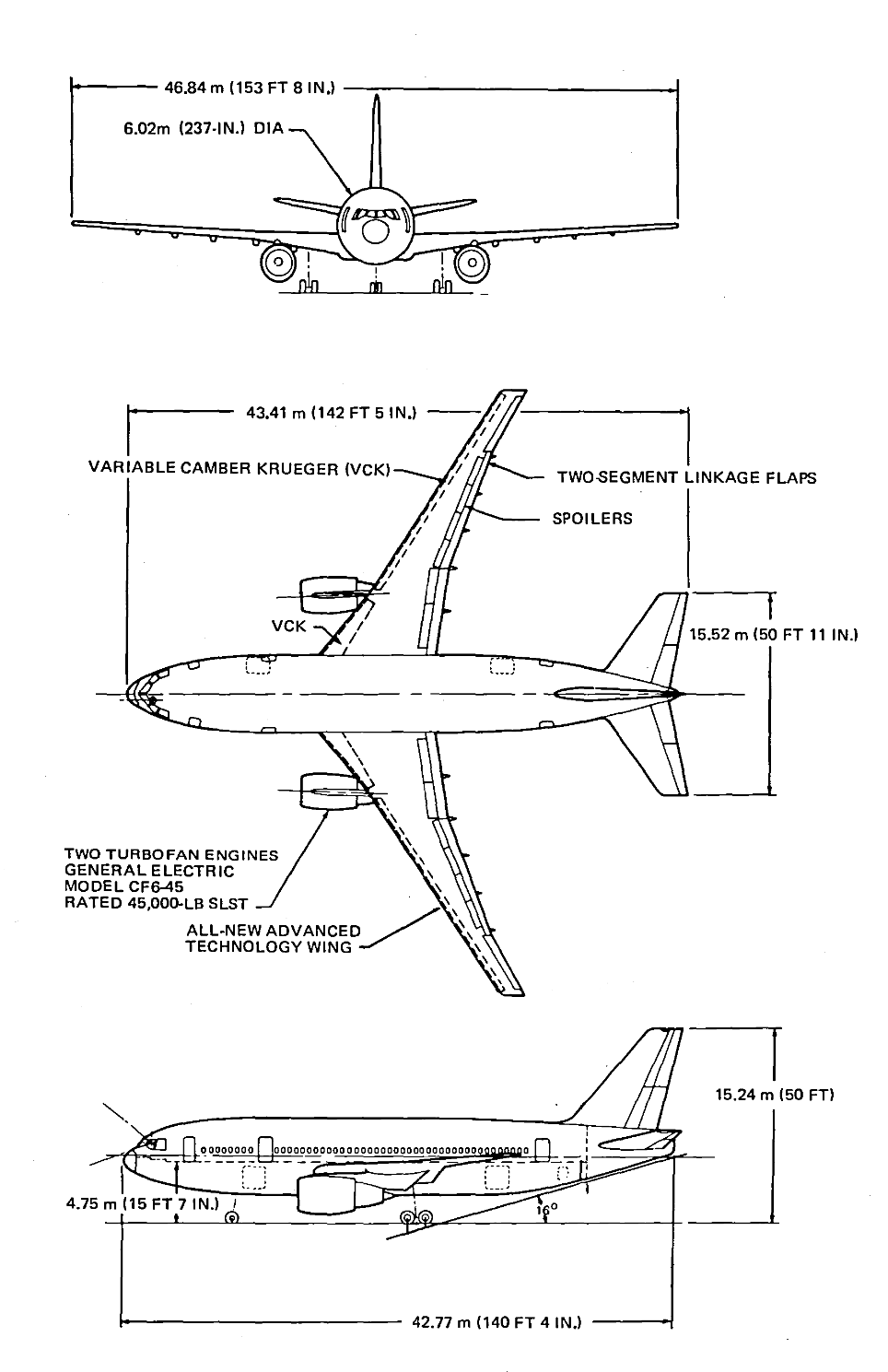
Plan trois vues.

Le McDonnell Douglas DC-X-200 était un projet d'avion de ligne avancé par McDonnell Douglas dans la deuxième moitié des années 1970.
Il devait être complémentaire du McDonnell Douglas DC-10. Il s'agissait, dans les grandes lignes, d'une version raccourcie de celui-ci, avec une capacité de seulement 220 passagers en configuration trois classes, à comparer à 270 pour le DC-10. De plus, le DC-X-200 devait être biréacteur, abandonnant le réacteur central du DC-10, pour ne conserver que deux réacteurs sous les ailes. Ceux-ci auraient été des CF6, dans une version légèrement plus puissante que celle utilisée sur le DC-10. L'appareil était donc comparable aux Airbus A310 et Boeing 767. Cependant (à l'instar de l'A310), le projet se démarquait de son prédécesseur par une nouvelle voilure, à plus grand allongement et à profil supercritique. MDD travaillait avec la NASA sur l'étude aérodynamique, et une campagne de tests en soufflerie a été menée. Faute de débouchés, le projet est abandonné à l'été 1978. 
L'étude menée avec la NASA mentionne les principales caractéristiques de l'appareil : 
- Longueur : 43,41 m
- Envergure : 46,84 m
- Hauteur : 15,24 m
- Surface alaire : 220 m2
- Masse maximale au décollage : 132 tonnes
- Moteurs : deux CF6-45 de 200 kN chacun

## Référénces
1. 1 2  (en) D. K. Steckel, J. A. Dahlin et P. A. Henne, « Results of design studies and wind tunnel tests of high-aspect-ratio supercritical wings for an energy efficient transport », NASA TRS,‎ 1er octobre 1980 (lire en ligne, consulté le 9 août 2022)
2. ↑  (en) Dave Gillett, « Strategy in the Commercial Aircraft Industry in the United States: A Comparison of Decisionmaking by McDonnell-Douglas and Boeing Aircraft Companies from 1977-1983. », ADA, INDUSTRIAL COLL OF THE ARMED FORCES WASHINGTON DC,‎ 1er avril 1994 (lire en ligne, consulté le 9 août 2022)